# Aulacoserica dartevellei
Aulacoserica dartevellei är en skalbaggsart som beskrevs av Louis Burgeon 1943. Aulacoserica dartevellei ingår i släktet Aulacoserica och familjen Melolonthidae. Inga underarter finns listade.